# Além do Planeta Silencioso
Além do Planeta Silencioso é um livro do autor irlandês C. S. Lewis, e faz parte de uma série conhecida como Trilogia Espacial.

## Sumário
Este é o primeiro livro da Trilogia Espacial. O protagonista destes livros é Elwin Ransom, um professor de Filologia, que pode ser considerado uma homenagem ao amigo de Lewis, J. R. R. Tolkien (também filólogo).
Neste primeiro livro, Ransom é raptado por dois cientistas e levado cativo para Malacandra (Marte, na nomenclatura dos seus habitantes), a fim de supostamente ser oferecido como sacrifício humano ao Oyarsa, o governante daquele mundo. Na verdade, o Oyarsa é um servo de Maleldil, o único Criador.
Além de uma fantástica narrativa de ficção científica, Além do Planeta Silencioso é repleto de conteúdos filosóficos e teológicos, os quais são apresentados por Lewis no decorrer da história.

## Na Cultura Popular
A banda de heavy metal Iron Maiden tem uma canção de nome Out of the Silent Planet, o título original do livro em inglês.
A obra também dá nome à banda de metalcore americana Silent Planet.